# Tyromyces amarus
Tyromyces amarus är en svampart som först beskrevs av Hedgc., och fick sitt nu gällande namn av J. Lowe 1975. Tyromyces amarus ingår i släktet Tyromyces och familjen Polyporaceae.   Inga underarter finns listade i Catalogue of Life.